# Mednarodni košarkarski hram slavnih
Mednarodni košarkarski hram slavnih je bil ustanovljen s strani Mednarodne košarkarske zveze leta 1991 in vključuje košarkarje, trenerje in tehnično osebje, ki so vidno prispevali k mednarodni košarki. Vključuje tudi Samaranchevo knjižnico, največjo košarkarsko knjižnico na svetu. Leta 1997 je imela preko 10.000 košarkarskih knig in 950 revij iz 65-ih držav. Sama zgradba hrama stoji v španskem mestu Alcobendas, kjer vsake dve leti potekajo slovesnosti. Edina slovensla košarkarja v hramu slavnih sta Ivo Daneu in Jure Zdovc.

## Sprejeti v hram slavnih

### Košarkarji
- - Oscar Furlong, Fabricio Oberto
- - Andrew Gaze
- - Atanas Golomejev
- - Mirza Delibašić
- - Amaury Pasos, Oscar Schmidt
- - Jiří Zídek st.
- - Mohsen Medhat Warda
- - Antoine Rigaudeau
- - Nikos Galis, Panagiotis Fasoulas
- - Krešimir Ćosić, Dražen Petrović, Toni Kukoč
- - Pierluigi Marzorati, Dino Meneghin
- - Miki Berkovich
- - Keniči Sako
- - Steve Nash
- - Ruperto Herrera
- - Valdis Valters
- - Šarūnas Marčiulionis, Arvydas Sabonis, Modestas Paulauskas
- - Manuel Raga
- - Pero Cameron
- - Mieczysław Łopatka
- - Teófilo Cruz, José Ortiz
- - Jean-Jacques Conceição
- - Sergej Belov, Aleksander Belov, Vladimir Tkačenko, Sergej Tarakanov
- - Ivo Daneu, Jure Zdovc
- - Radivoj Korać, Dražen Dalipagić, Dragan Kićanović, Zoran Slavnić, Vlade Divac
- - Emiliano Rodriguez, Fernando Martín, Juan Antonio San Epifanio
- - Vladimir Tkačenko, Aleksander Volkov
- - Bill Russell, Michael Jordan, David Robinson, Hakeem Olajuwon, Shaquille O'Neal, Alonzo Mourning

### Košarkarice
- - Michele Timms
- - Vanya Voynova
- - Razija Mujanović
- - Hortência Marcari, Paula Gonçalves, Janeth Arcain
- - Liliana Ronchetti
- - Jacky Chazalon, Isabelle Fijalkowski
- - Uļjana Semjonova
- - Margo Dydek
- - Natalija Zasulska
- - Ann Meyers, Cheryl Miller, Teresa Edwards, Anne Donovan

### Trenerji
- - Jorge Hugo Canavesi
- - Lindsay Gaze
- - Togo Renan Soares, Togo Renan Soares - »Kanela«
- - Bogdan Tanjević
- - Mirko Novosel
- - Giancarlo Primo, Cesare Rubini
- - John "Jack" Donohue
- - Mou Zuojun
- - Aleksander Gomelski, Vladimir Kondrašin, Lidija Aleksejeva, Jevgenij Gomelski
- - Aleksandar »Aca« Nikolić, Ranko Žeravica, Dušan Ivković
- - Antonio Díaz-Miguel, Pedro Ferrándiz
- - Dean Smith, Henry »Hank« Iba, Pete Newell, Kay Yow, Pat Summitt

### Trenerke
- - Jan Stirling
- - Natália Hejková
- - Lidija Aleksejeva
- - Kay Yow, Pat Summitt

### Tehnično osebje (sodniki)
- - Artenik Arabadjian, Valentin Lazarov
- - Renato Righetto
- - Robert Blanchard
- - Konstantinos Dimou, Costas Rigas
- - Pietro Reverberi
- - Allen Rae
- - Ervin Kassai
- - Vladimir Kostin
- - Obrad Belošević
- - Marcel Pfeuti
- - Mario Hopenhaym
- - Jim Bain

### Podporniki
- Osem ustanovnih zvez FIBA (Argentinska, Češkoslovaška, Grška, Italijanska, Latvijska, Portugalska, Romunska, Švicarska)
- - Luis Martín
- - Al Ramsay
- - August Pitzl
- - Antonio dos Reis Carneiro, José Claudio Dos Reis
- - Abdel Azim Ashry, Abdel Moneim Wahby
- - Dionisio »Chito« Calvo
- - Robert Busnel
- - Decio Scuri, Aldo Vitale
- - Noah Klieger
- - Jošimi Ueda
- - James Naismith
- - Ferenc Hepp
- - Hans-Joachim Otto
- - Eduardo Airaldi Rivarola
- - Marian Kozlowski
- - Nikolaj Semaško
- - Abdoulaye Sèye Moreau
- - Yoon Duk-Joo
- - Nebojša Popović, Radomir Shaper, Borislav Stanković
- - Anselmo López, Raimundo Saporta, Ernesto Segura de Luna, Juan Antonio Samaranch
- - Léon Bouffard
- - Turgut Atakol
- - Willard N. Greim, Edward S. Steitz, George Killian, David Stern
- - Renato William Jones